# Giuseppe Berta
Giuseppe Berta (Vercelli, 28 agosto 1952 – Torino, 3 maggio 2024) è stato uno storico italiano.

## Biografia
Laureato in Lettere nel 1975 presso l'Università Statale di Milano, collaborò dal 1978 al 1985 con il Centro Studi della Fondazione Adriano Olivetti, pubblicando il volume Le idee al potere. Adriano Olivetti tra la fabbrica e la comunità (1980) e la raccolta di saggi Lavoro, solidarietà, conflitti. Studi sulla storia delle politiche e delle relazioni di lavoro (1983).
Nel 1984 fu fra i fondatori dell'ASSI (Associazione di Storia e Studi sull'Impresa) di cui fu anche presidente dal gennaio 2001 al gennaio 2003. Dal 1996 al 2002 diresse l'Archivio Storico Fiat, pubblicando volumi di studi quali Mirafiori (1998), Conflitto industriale e struttura d'impresa alla Fiat 1919‐1979 e Fiat in the Years of Major Conflict (1969‐1980): Worker Mobilization and Management Policy, in "European Yearbook of Business History" vol. I (1998). In occasione del centenario della Fiat curò con Cesare Annibaldi due volumi su Grande impresa e sviluppo italiano. Studi per i cento anni della Fiat (1999) e La Fiat dopo la Fiat. Storia di una crisi 2000‐2005 (2006).
Autore di numerose pubblicazioni dedicate alla storia dell'industria italiana, delle élite economiche, delle rappresentanze degli interessi e della relazione tra business e politica, fu professore associato di Storia contemporanea all'Università Bocconi di Milano, dopo aver insegnato nelle università di Torino, Bergamo e Castellanza. Nel suo lavoro, Berta studiò approfonditamente il sistema duale di economia mista a trazione pubblica e privata dell'Italia unitaria, da lui ritenuta una delle esperienze più originali del Novecento, mentre criticò l'ideologia economica del "vincolo esterno" formulata da Guido Carli, ritenuta penalizzante per l'economia e l'industria italiane.
Dal 2004 fece parte del Comitato Scientifico della Fondazione Feltrinelli. Tra il 2004 e il 2006 fu fra i membri del Comitato Scientifico del Centro Studi della Confindustria e tra il 2004 e il 2017 consigliere di amministrazione della Fondazione Luigi Einaudi di Torino. Fu socio corrispondente dell'Accademia delle Scienze di Torino.
Diresse, con Carlo Capra e Giorgio Chittolini, la collana "Storia. Studi e ricerche", edita da Franco Angeli e fondata da Marino Berengo e Franco Della Peruta.
Morì a Torino il 3 maggio 2024 all'età di 71 anni dopo una lunga e dolorosa malattia.

## Opere
- Olivetti: un'idea di democrazia, Edizioni di Comunità, 1980
- Lavoro, solidarietà, conflitti. Studi sulla storia delle politiche e delle relazioni di lavoro, Officina Edizioni, 1983
- Capitali in gioco. Cultura economica e vita finanziaria nella City di fine Ottocento, Marsilio, 1990
- Il governo degli interessi. Industriali, rappresentanza e politica nell'Italia del Nord‐ovest, Marsilio, 1996
- Mirafiori. La fabbrica delle fabbriche, Il Mulino, 1998
- Grande impresa e sviluppo italiano. Studi per i cento anni della Fiat, Il Mulino, 1999
- L'imprenditore. Un enigma fra economia e storia, Marsilio, 2004
- La Fiat dopo la Fiat. Storia di una crisi 2000‐2005, Mondadori, 2006
- Nord. Dal triangolo industriale alla megalopoli padana 1950‐2000, Mondadori, 2008
- Eclisse della socialdemocrazia, Il Mulino, 2010
- Fiat-Chrysler e la deriva dell'Italia industriale, Il Mulino, 2011
- L'Italia delle fabbriche. La parabola dell'industrialismo italiano nel Novecento, Il Mulino, 2013
- L'ascesa della finanza internazionale, Feltrinelli, 2013
- Produzione intelligente. Un viaggio nelle nuove fabbriche, Einaudi, 2014
- Oligarchie. Il mondo nelle mani di pochi, Il Mulino, 2014
- La via del Nord. Dal miracolo economico alla stagnazione, Il Mulino, 2015
- Le idee al potere. Adriano Olivetti tra la fabbrica e la comunità, Edizioni di Comunità, 2015
- Money! Arte, economia, globalizzazione (con Luca Beatrice), Corraini, 2015
- Che fine ha fatto il capitalismo italiano?, Il Mulino, 2016
- L'enigma dell'imprenditore (e il destino dell'impresa), Bologna, Il Mulino, 2018
- Detroit. Viaggio nella città degli estremi, Bologna, Il Mulino, 2019